# Mecistogaster lucretia
Mecistogaster lucretia là loài chuồn chuồn trong họ Pseudostigmatidae. Loài này được Drury mô tả khoa học đầu tiên năm 1773. Loài này được tìm thấy ở Nam Mỹ.